# Rakaia insula
Espèce
Synonymes
- Rakaia media insula Forster, 1952

Rakaia insula est une espèce d'opilions cyphophthalmes de la famille des Pettalidae.

## Distribution
Cette espèce est endémique de la région d'Auckland en Nouvelle-Zélande. Elle se rencontre sur l'île de la Petite Barrière.

## Description
Le mâle holotype mesure 2,31 mm et la femelle paratype 2,61 mm.

## Systématique et taxinomie
Cette espèce a été décrite sous le protonyme Rakaia media insula par Forster en 1952. Elle est élevée au rang d'espèce par Giribet en 2020.

## Publication originale
- Forster, 1952 : « Supplement to the Sub-order Cyphophthalmi. » Dominion Museum Records in Entomology, vol. 1, no 9, p. 179–211.